# Історія театру в Кам'янці-Подільському
Історія театру в Кам'янці-Подільському розпочинається з 22 вересня 1798 року, коли російський уряд дав дозвіл 29-річному польському акторові, антрепренеру, драматургу Антону Змієвському (Жмійовському) на створення в місті польської антрепризи.
Театр розташувався в приміщенні уніатської семінарі, яке перепланували для показу вистав. Театр поставив популярну комічну оперу Мацея Камєнського «Зоська» та інші його опери «Ощасливлена біднота» і «Простота цнотлива», перекладену з французької п'єсу Мармонтеля «Земіра і Азор».
Театр проіснував один рік і розорився. Антон Змієвський передав права на трупу молодому актору Яну-Непомуцену Камінському. Згодом приміщення театру перейшло до Подільської духовної семінарії. Зараз у ньому знаходиться картинна галерея.

У 1803 році Змієвський повернувся до Кам'янці і разом з Камінським створив польську професійну трупу на основі аматорської, яку заснував у 1801 році Камінський. У 1805 році на кошти міської шляхти було збудоване нове приміщення театру. Змієвський керував театром до 1815 року і передав театр Мошинському. Театр знаходився у непристосованому приміщенні. Російський поет Костянтин Батюшков, який у 1815 році перебував на служби у Кам'янці так описував театр: 
|  | Є театр; уявіть, яким він має бути: коли йде дощ, глядачі виймають парасольки. Вітер свистить у всіх кутках і з чудовим співом актрис і скрипкою оркестру створює гармонію особливого ґатунку. Усі грають трагедії у високому стилі, рідко опери |

.
Мошинський керував театром недовго. Театр очолив Нєдзєльський. У цей час до міста повернувся Камінський і став допомагати йому на початках. Згодом його помічником став польський поет Станіслав Старжинський. Режисерську посаду зайняв актор Северин Малиновський. Для підвищення популярності Старжинський писав і ставив у театрі легкі фарси, засновані на місцевих подіях, перекладав популярні в Європі п'єси.
У 1856 році театр переїхав у провіантський магазин, який місцевий театрал Ян Пекарський пристосував під театр. Приміщення розташовувалося на турецькому валу біля Вітряної брами, збудоване на початку XIX ст. за проектом військового інженера Дементія Мелещенова.
Вистави ставилися польською мовою, місцеві поляки активно відвідували театр. У 1860—1861 роках сильну трупу зібрав Пйотр Якса-Биковський. Але з 1861 року польська мова стала забороненою в театрі. Вистави ставилися російською мовою.
У 1875 році театр був пошкоджений пожежею, відновили його тільки у 1880 році, завдяки подільському губернатору Леоніду Милорадовичу, який роком назад був призначений на цю посаду.
У травні 1918 року після нової пожежі театр вже більше не відновлювався.
Крім театру біля Вітряної брами існував ще дерев'яний театр, у якому ставили спектаклі у теплу пору року. Його називали літнім.
До сторіччя з дня народження Пушкіна у 1899—1900 році у місті збудували Пушкінський народний дім, у якому ставили спектаклі. Після того, як театр згорів, цей дім став основною сценою Кам'янця.
У добу Директорії УНР, починаючи з літа 1919 року в Пушкінському домі, який перейменували на Шевченківський театр, ставили спектаклі трупи Миколи Садовського, Йосипа Стадника. Остання вистава трупи Садовського була поставлена 13 травня 1920 року.
У 1937 році після створення Кам'янець-Подільської області у місті перевели з Вінниці робітничо-колгоспний театр імені Григорія Петровського, який у 1938 року отримав назву Кам'янець-Подільський обласний театр ім. Петровського. У 1941 році театр перебрався до Проскурова який став обласним центром.
23 січня 1954 року розпочав роботу Кам'янець-Подільський обласний пересувний російський драматичний театр. Незабаром він припинив роботу. З того часу в Кам'янець-Подільському професійного театру не було. Вистави ставить тільки драматичний колектив при міському Будинку культури, який з 10 квітня 1959 року носить звання самодіяльного народного театру.